# Mapilab
Компания Мапилаб — один из  разработчиков программного обеспечения для Microsoft Outlook, Microsoft Exchange Server, Microsoft SharePoint , Microsoft Office 365, Microsoft Excel. Основным направлением деятельности компании является разработка программного обеспечения для обмена сообщениями и совместной работы.
Большинство продуктов компании локализованы для английского, немецкого и русского рынков. Компания Мапилаб основана в 2003 году, офис компании расположен в Калининграде. В компании работает 20-25 сотрудников. Компания имеет статус Microsoft Gold Certified Partner.

## Программное обеспечение
- Надстройки для Microsoft Outlook — 17 расширений Microsoft для Outlook, добавляющих новые функциональные возможности и повышающих продуктивность работы
- Продукты для Microsoft Exchange Server — Расширения Microsoft Exchange Server, которые будут полезны любой использующей его организации: серверные правила обработки входящих сообщений и POP3 коннектор для Exchange.
- Решения для Microsoft SharePoint и Office 365 — Веб-аналитика, новые активности для рабочих процессов, система поддержки сайтов на платформе SharePoint и другие продукты.
- Программы для Microsoft Excel — 7 полезных программ для повышения эффективности работы в Microsoft Excel: удаление дублирующихся строк и колонок, сравнение таблиц, восстановление нарушенных ссылок и многое другое.